# آیلین میزل
آیلین میزل (انگلیسی: Ileen Maisel) تهیه‌کننده فیلم اهل ایالات متحده آمریکا است.
از فیلم‌هایی که وی در آن‌ها نقش داشته‌است، می‌توان به شب دوازدهم، آنگین، بازی ریپلی، تولد و قطب‌نمای طلایی اشاره نمود.